# The Boston Globe
Pour les articles homonymes, voir Globe.
The Boston Globe est un quotidien américain basé à Boston. Le journal a la plus grande diffusion en Nouvelle-Angleterre, soit 474 845 copies quotidiennement (chiffre d'octobre 2005). Le Boston Herald est le deuxième journal quotidien de Boston.
Le Boston Globe et ses journalistes ont reçu vingt-sept prix Pulitzer.
Il appartient depuis 2013 au milliardaire John Henry.

## Histoire

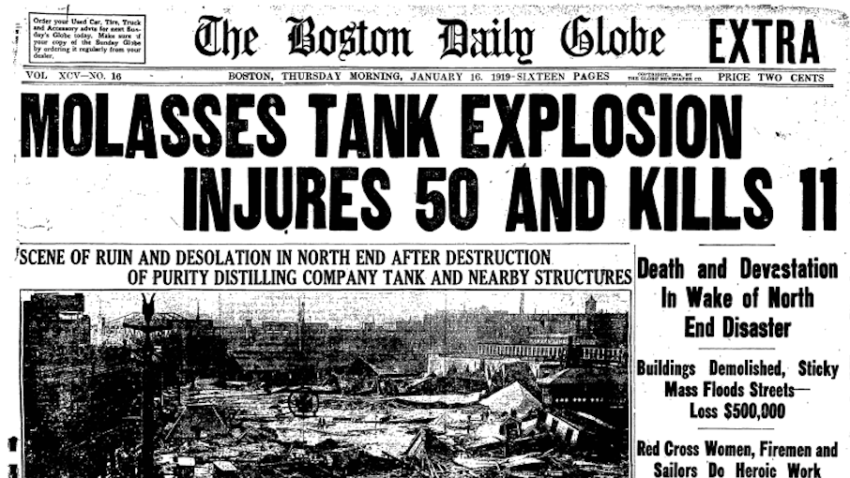
Page couverture du 16 janvier 1919, annoncant Grande inondation de mélasse de Boston

Le Boston Globe a été fondé par six hommes d'affaires bostoniens en 1872, dirigés par Eben Jordan et ayant investi la somme de 150 000 dollars.
Depuis 1973, la compagnie qui le possède, Affiliated Publications, est publique. Elle s'est jointe à la New York Times Company en 1993. En 2013, le journal et ses sites web ont été acquis par John W. Henry, un homme d'affaires qui est aussi le propriétaire des équipes sportives des Boston Red Sox et du Liverpool FC.
En 2019, le journal propose un abonnement pour sa version digitale.
En 2002, le Boston Globe a révélé les affaires de pédophilie de prêtres catholiques dans l'archidiocèse de Boston, enquête récompensée du prix Pulitzer en 2003.
Lors de l'élection présidentielle de 2024, le journal soutient la candidate démocrate Kamala Harris.

## Contributeurs notables

### Présents
- Scott Allen
- Ty Burr
- Robert Campbell
- James Carroll
- Bud Collins
- Gareth Cook
- Alex Beam
- John Ellement
- Mark Feeney
- Ellen Goodman
- Stan Grossfeld
- Bob Hohler
- Derrick Z. Jackson
- Jeff Jacoby
- Michael Kranish
- Eileen McNamara
- Brian C. Mooney
- Wesley Morris
- Sean P. Murphy
- Michael Rezendes
- Charlie Pierce
- Bob Ryan
- Dan Shaughnessy
- Shira Springer
- Joan Vennochi
- Adrian Walker
- Dan Wasserman
- Cathy Young

### Passés
- Mike Barnicle
- Ron Borges
- Gordon Edes
- George Frazier
- Peter Gammons
- George V. Higgins
- Michael Holley
- Diane Lewis
- Alan Lupo
- Jackie MacMullan
- Will McDonough
- Leigh Montville
- Jeremiah V. Murphy
- Kirk Scharfenberg
- Michael Smith
- Patricia Smith
- Paul Szep
- Lesley Visser
- Larry Whiteside